# Bühlikofen
Der Weiler Bühlikofen (581 m ü. M.) gehört zur Gemeinde Zollikofen im Schweizer Kanton Bern.

## Geschichte
Bühlikofen wurde 1278 erstmals urkundlich erwähnt, als ihn die Edlen von Bremgarten an Werner von Rheinfelden verkauften. Durch seine Tochter Mechthild kam der Hof samt der Herrschaft Reichenbach an ihren Gatten Ullrich von Erlach, den vermutlichen Anführer der Berner in der Schlacht am Donnerbühl und im Jammertal (1298) gegen Freiburg und Habsburg. Nach verschiedenen Erbgängen und Handwechseln kam Bühlikofen an Johann Anton von Erlach zu Reichenbach, der 1530 seine Herrschaft samt Bühlikofen an Luzius von Tscharner von Chur verkaufte. Der Hof Bühlikofen gelangte 1536 an Hans Hofer und seine Söhne. Nach weiterem Handwechsel erwarb der damalige Herr von Bremgarten Hans Franz Nägeli die verstreuten Anteile des Hofs und der Ländereien. 1592 erwarb Johann Frisching Bühlikofen als Eigengut. Er liess 1616 das Renaissance-Schlösschen mit seinem sechseckigen Treppenturm bauen. Die Familie Frisching veräusserte 1728 Bühlikofen mit dem Schlösschen. Nach weiteren Besitzwechseln gelangte das Gut 1892 endlich an Oberst Christian Hofer und blieb bis heute im Familienbesitz.
Der Weiler besteht heute noch aus zwei Bauernhäusern, dem kleinen Schloss, einem Speicher und weiteren Wohnhäusern. Die Bundesrätin Ruth Dreifuss besuchte den denkmalgeschützten Weiler im Jahr 2000 anlässlich des europäischen Tag des Denkmals, da Bühlikofen zu den schönsten und am besten erhaltenen Weilern im Kanton Bern gehört.